# Віткувко
Віткувко (пол. Witkówko, нім. Wittnau) — село в Польщі, у гміні Вітково Гнезненського повіту Великопольського воєводства.
Населення — 80 осіб (2011).
У 1975-1998 роках село належало до Конінського воєводства.

## Демографія
Демографічна структура станом на 31 березня 2011 року:
|          | Загалом | Допрацездатний вік | Працездатний вік | Постпрацездатний вік |
| -------- | ------- | ------------------ | ---------------- | -------------------- |
| Чоловіки | 34      | 14                 | 19               | 1                    |
| Жінки    | 46      | 12                 | 25               | 9                    |
| Разом    | 80      | 26                 | 44               | 10                   |